# 청주 영하리 모전석탑
청주 영하리 모전석탑은 충청북도 청주시 청원구에 있다. 2015년 4월 17일 청주시의 향토유적 제129호로 지정되었다.

## 개요
모전석탑으로 희귀성이 있으며, 우리나라 석탑연구에 중요한 자료이다.